# Hypochaeridinae
Hypochaeridinae Less., 1832 è una sottotribù di piante angiosperme dicotiledoni della famiglia delle Asteraceae.

## Etimologia
Il nome della sottotribù deriva dal suo genere più importante (Hpochaeris) il cui significato è piuttosto dubbio e si perde lontano nel tempo; potrebbe derivare da due parole greche hypo (= sottoterra) e choeros (= giovane maiale); infatti le radici di una sua specie Hypochaeris radicata sono molto ricercate dai maiali che per cibarsene scavano la terra col loro “grufo” per trovarle. Questo nome (nella versione Hypochoeris) venne usato per primo dal filosofo e botanico greco antico Teofrasto (371 a.C. - 287 a.C.), e ripreso successivamente da Linneo che lo cambiò nell'attuale Hypochaeris.

Il nome scientifico di questo gruppo è stato definito per la prima volta dal botanico tedesco Christian Friedrich Lessing (Syców, 1809 – Krasnojarsk, 1862) nella pubblicazione "Synopsis generum Compositarum, earumque dispositionis novae tentamen, monographiis multarum Capensium interjectis : 130" del 1832.

## Descrizione

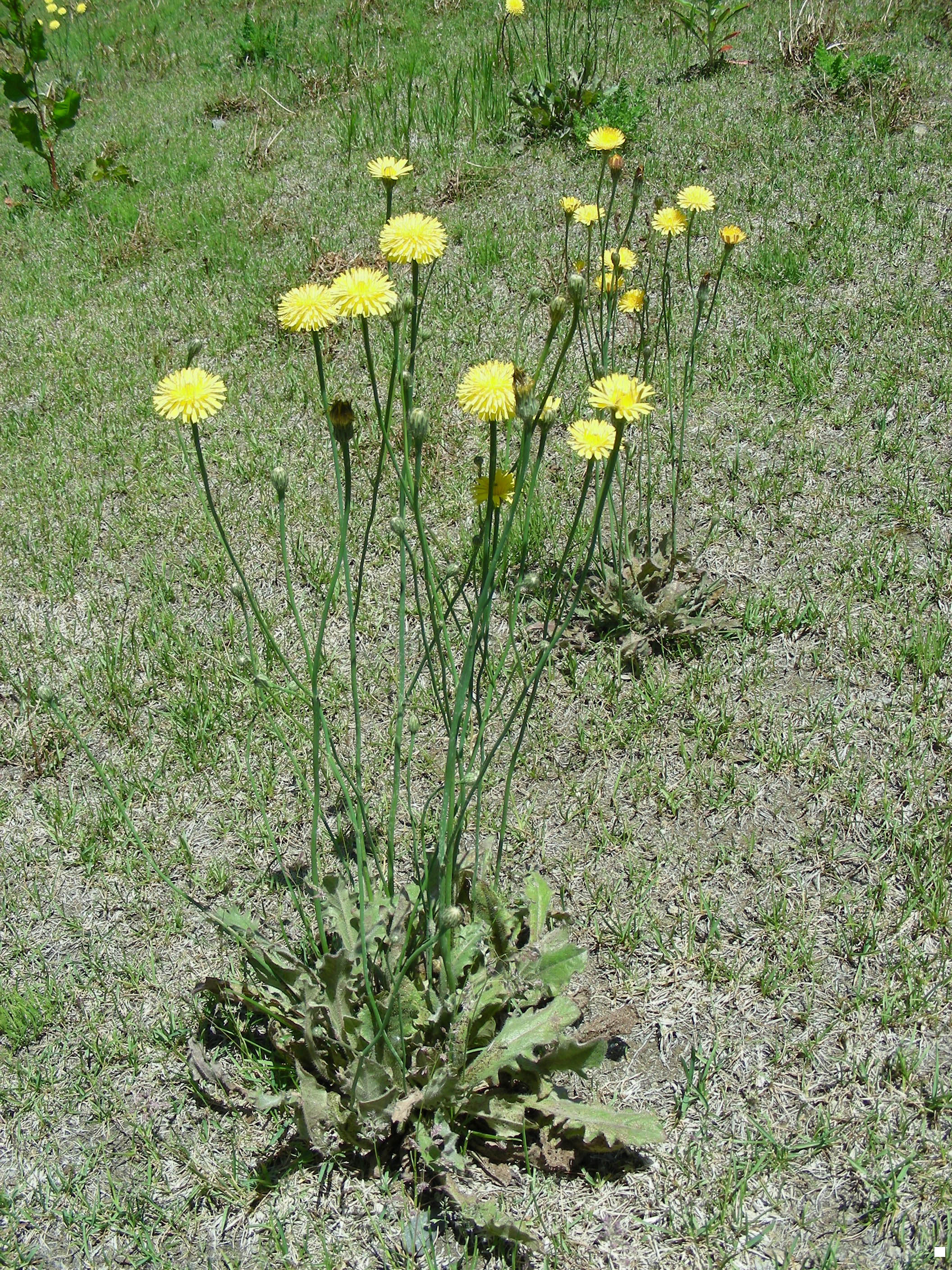
Il portamento
Hypochaeris radicata

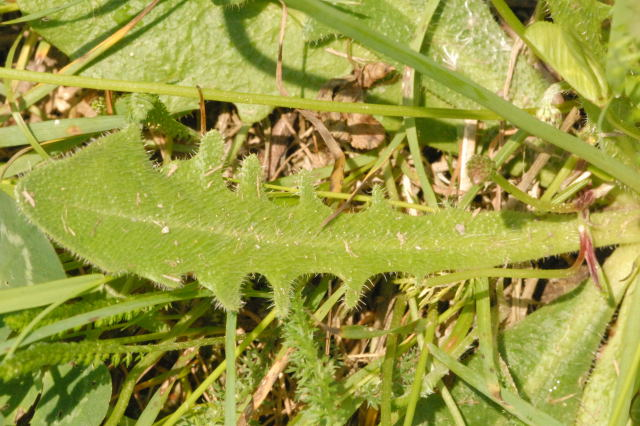
Le foglie
Leontodon.hispidus

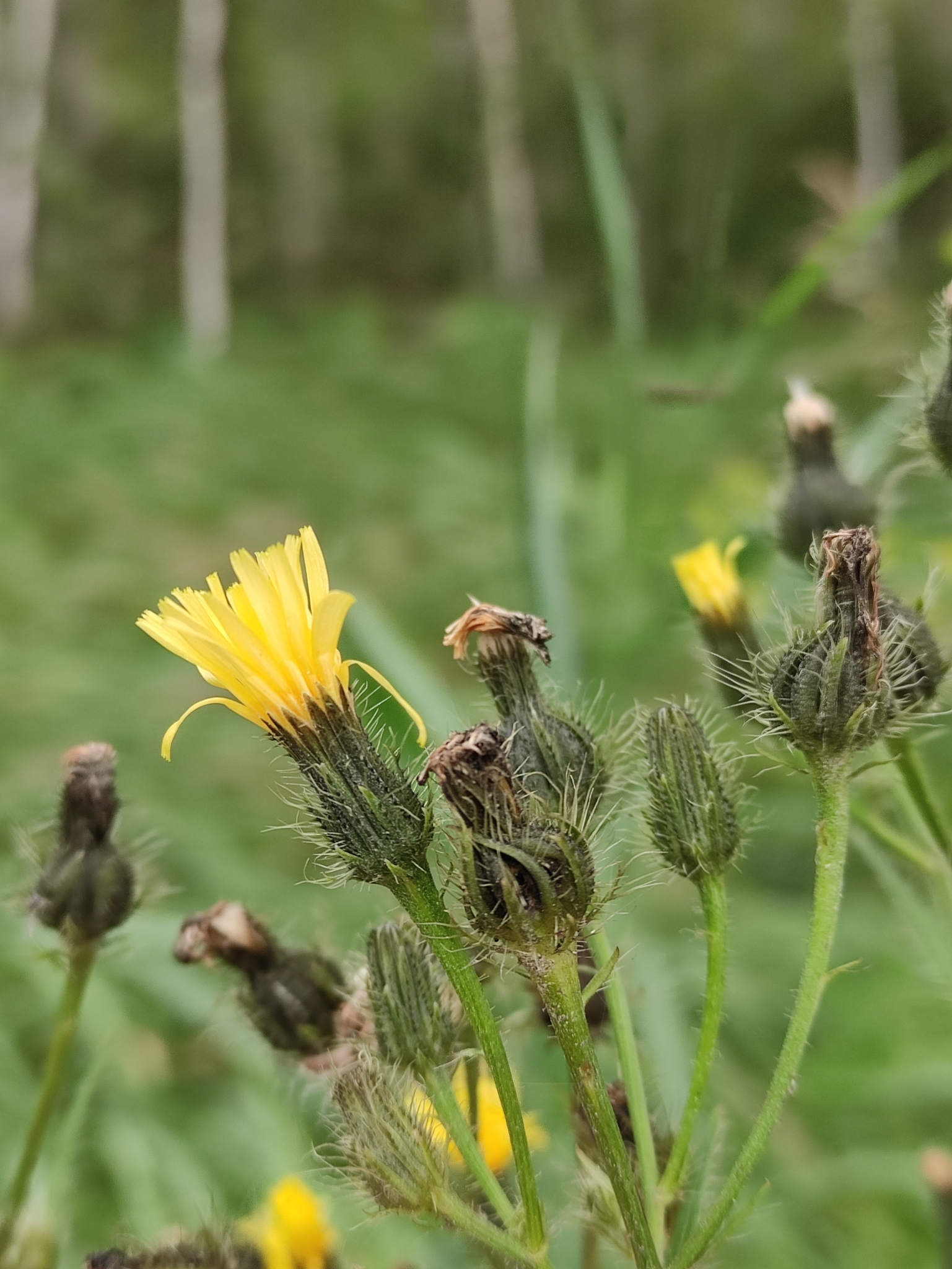
Infiorescenza
Picris davurica

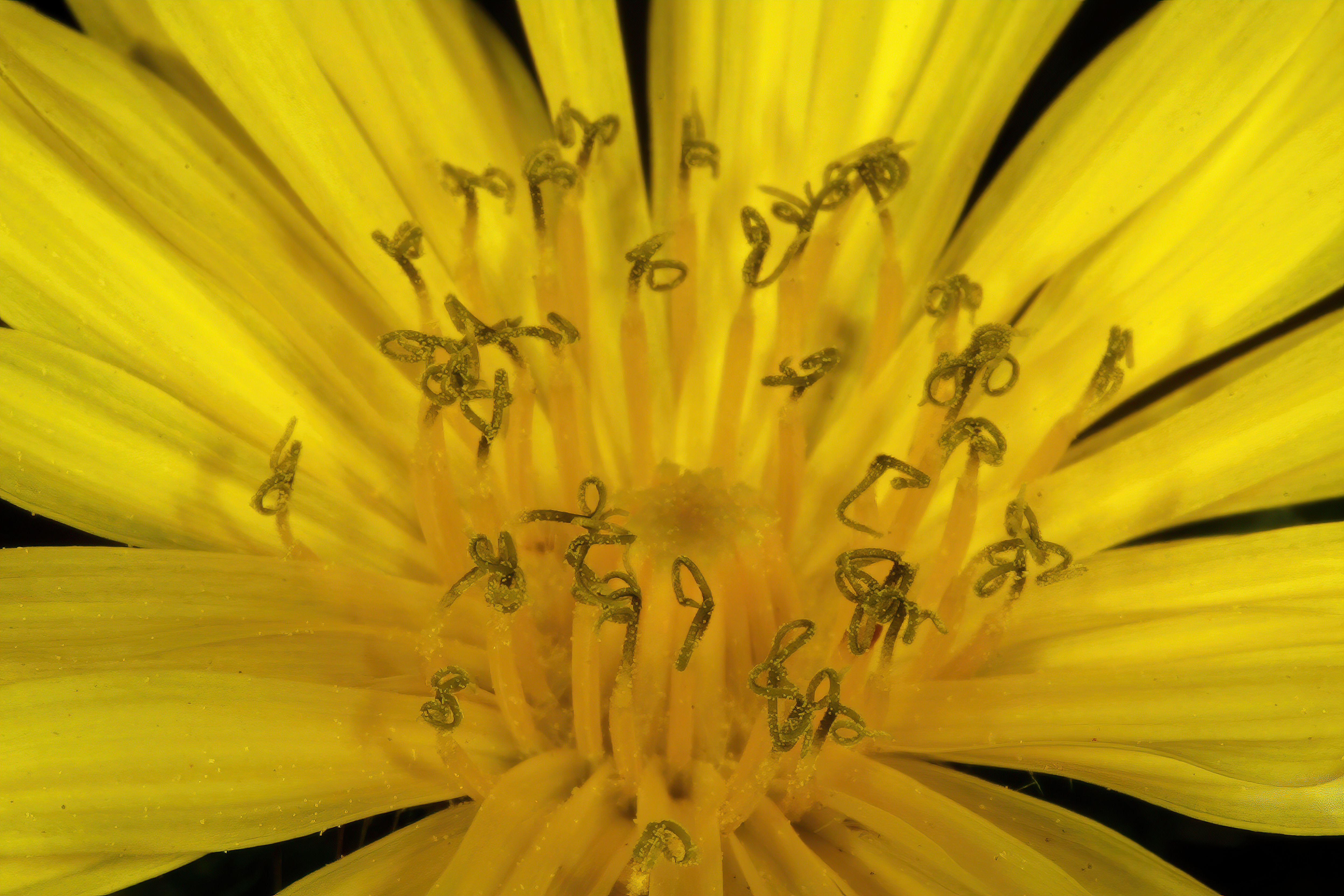
I fiori
Helminthotheca echioides

Habitus. Le specie di questa sottotribù sono piante non molto alte con fusti in genere eretti e scendenti. Alcune sono annue, altre perenni e tutte provviste di latice.
Foglie. Le foglie sono profondamente incise oppure a lamina continua (Uropsermum) ma bordi dentati; in maggioranza sono ricoperte da peli ispidi e irsuti; mai sono completamente intere con nervi paralleli. Alcune specie hanno le foglie di tipo amplessicaule. Quelle basali possono essere scomparse all'antesi, mentre in altre specie è presente solamente una rosetta basale (Leontodon). Lungo il caule sono disposte in modo alterno (Picris).
Infiorescenza. L'infiorescenza è formata da diversi capolini; gli scapi sono fogliosi e con capolini anche in formazioni corimbose (Hedypnois e Picris). I capolini, solamente di tipo ligulifloro, sono formati da un involucro composto da brattee (o squame) all'interno delle quali un ricettacolo fa da base ai fiori ligulati. La forma dell'involucro è cilindrica con due o più serie di brattee (Leontodon). Il ricettacolo ha delle pagliette alla base dei fiori (Hypochaeris), ma può essere anche nudo (Urospermum).
Fiori. I fiori tutti ligulati, sono tetra-ciclici (ossia sono presenti 4 verticilli: calice – corolla – androceo – gineceo) e pentameri (ogni verticillo ha in genere 5 elementi). I fiori sono ermafroditi e zigomorfi.
- Formula fiorale:

*/x K {\displaystyle \infty }, [C (5), A (5)], G 2 (infero), achenio
- Calice: i sepali del calice sono ridotti ad una coroncina di squame.
- Corolla: le corolle sono formate da un tubo e da una ligula terminante con 5 denti; il colore delle corolle è sia giallo che violetto o anche rosa o bianchi (Hypochaeris).
- Androceo: gli stami sono 5 con filamenti liberi e distinti, mentre le antere sono saldate in un manicotto (o tubo) circondante lo stilo.[13] Le antere alla base sono acute. Il polline è tricolporato.[14]
- Gineceo: lo stilo è filiforme, mentre gli stigmi dello stilo sono due divergenti e ricurvi. L'ovario è infero uniloculare formato da 2 carpelli. Gli stigmi sono filiformi e pelosi sul lato inferiore con superficie stigmatica interna.[9]

Frutti. I frutti sono degli acheni con pappo. Gli acheni sono privi del becco (con becco lungo nel genere Urospermum); in alcune specie sulla superficie dell'achenio sono presenti delle striature trasversali (Picris); in altri generi gli acheni sono dimorfi. Il pappo può essere formato da spessi peli disposti su una o due serie; oppure da setole piumose; oppure (meno spesso) da scabre setole barbate, oppure è assente. Alcuni generi hanno pappi eteromorfi(Picris).

## Biologia
- Impollinazione: l'impollinazione avviene tramite insetti (impollinazione entomogama tramite farfalle diurne e notturne).
- Riproduzione: la fecondazione avviene fondamentalmente tramite l'impollinazione dei fiori (vedi sopra).
- Dispersione: i semi (gli acheni) cadendo a terra sono successivamente dispersi soprattutto da insetti tipo formiche (disseminazione mirmecoria). In questo tipo di piante avviene anche un altro tipo di dispersione: zoocoria. Infatti gli uncini delle brattee dell'involucro si agganciano ai peli degli animali di passaggio disperdendo così anche su lunghe distanze i semi della pianta.

## Distribuzione e habitat
La distribuzione di questa sottotribù è relativa soprattutto all'Europa, Africa (in prevalenza del nord) e Asia. Un secondo centro di distribuzione si ha in Australia e nelle Isole Aleutine (genere Picris) e Sud America (genere Hypochaeris).
Nella flora spontanea italiana questa sottotribù è quasi del tutto rappresentata.

## Tassonomia
La famiglia di appartenenza di questa voce (Asteraceae o Compositae, nomen conservandum) probabilmente originaria del Sud America, è la più numerosa del mondo vegetale, comprende oltre 23.000 specie distribuite su 1.535 generi, oppure 22.750 specie e 1.530 generi secondo altre fonti (una delle checklist più aggiornata elenca fino a 1.679 generi). La famiglia attualmente (2021) è divisa in 16 sottofamiglie.

### Filogenesi
La sottotribù di questa voce appartiene alla tribù Cichorieae (unica tribù della sottofamiglia Cichorioideae). In base ai dati filogenetici la sottofamiglia Cichorioideae è il terz'ultimo gruppo che si è separato dal nucleo delle Asteraceae (gli ultimi due sono Corymbioideae e Asteroideae). La sottotribù Hypochaeridinae fa parte del "quarto" clade della tribù; in questo clade è posizionata nel "core" del gruppo , vicina alle sottotribù Crepidinae e Chondrillinae.
I seguenti caratteri sono distintivi per la sottotribù:
- l'indumento delle piante è formato da peli grossolani;
- le setole del pappo hanno delle sporgenze laterali rigide costituite da un'unica cellula tubolare gigante.

Il nucleo della sottotribù Hypochaeridinae è l'alleanza Hypochaeris-Leontodon/Picris e formano (insieme ad altri generi minori) un "gruppo fratello". Rispetto a precedenti raggruppamenti delle Hypochaeridinae, diversi generi sono stati esclusi dalla circoscrizione rivista sulla base di recenti analisi filogenetiche molecolari. Il gruppo attualmente si presenta monofiletico (a parte l'enigmatica Prenanthes purpurea attualmente descritta nelle Lactucinae).
Filogenesi dei generi in dettaglio. Urospermum e  Avellara formano la base della sottotribù. Si stima che la divergenza di Avellara e Urospermum sia avvenuta già nel Miocene medio-tardo, intorno ai 15,5 – 8,6 milioni di anni fa, quindi in un'epoca in cui i lignaggi dei principali cladi delle Cichorieae si stavano diversificando.
Urospermum. Urospermum occupa la posizione più "basale" della sottotribù. Con Avellara forma un "gruppo fratello".
Avellara.  Questo genere occupa una posizione "basale". La sua divergenza dal gruppo delle Hypochaeridinae è stata molto precoce e presenta alcune affinità con il genere Urospermum.
Zona centrale della sottotribù.
Hypochaeris. Hypochaeris occupa una posizione centrale subito dopo il genere Urospermum, quindi con il resto dei generi della sottotribù forma un "gruppo fratello". Il genere è bifiletico (clade marocchino e clade sudamericano), tuttavia attualmente si preferisce mantenere Hypochaeris nella sua circoscrizione più ampia. Le prime Hypochaeris hanno avuto origine nella regione mediterranea e in Sud America sono arrivate molto probabilmente dopo una dispersione a lunga distanza dall'Africa nord-occidentale.
Scorzoneroides. Il genere Scorzoneroides nell'ambito della sottotribù occupa una posizione intermedia ed è fratello del "core" della sottotribù formato dai generi Leontodon, Picris e Helminthotheca.
Robertia. Questo genere occupa una posizione vicina la "core"; in particolare risulta un clade "fratello" del gruppo Leontodon-Picris-Helminthotheca. Il genere è originario del Mediterraneo centrale ed è rappresentato da una sola specie. Tradizionalmente Robertia taraxacoides era stata inclusa in Hypochaeris come H. robertia, in una sua sezione H. sect. Roberta.  Analisi filogenetiche della sottotribù Hypochaeridinae hanno evidenziato che Robertia forma un lignaggio separato al di fuori del genere Hypochaeris, e che quindi è meglio trattarlo come un genere monospecifico separato.
L'alleanza Helminthotheca - Leontodon - Picris (compreso il recente Hedypnois) rappresenta il nucleo della sottotribù. L'età di divergenza è stata calcolata attorno a 10, 5 milioni di anni fa.
Helminthotheca.  Questo genere occupa una posizione politomica nel "core" del gruppo insieme al genere Leontodon (sezione Thrincia) e Picris al quale risulta strettamente legato (entrambi i generi hanno un "indumentum" di, oltre a peli semplici e raramente ramificati, peli peculiari uncinati a 2 - 4 forcati, simili ad una àncora; il ricettacolo è inoltre nudo; infine i fusti sono generalmente ramificati e frondosi). Helminthotheca si distingue comunque da Picris per la presenza di 5 brattee esterne uniseriate con forme allargate da ovate a cordate.
Picris. Picris occupa una posizione vicina al "core". In particolare si trova in una struttura politomica insieme al genere Helminthotheca e alla sezione Thrincia del genere Leontodon. Questa politomia insieme al resto del genere Leontodon formano un "gruppo fratello". Picris è morfologicamente vicino al genere Helminthotheca. (Vedi il genere Helminthotheca che si distingue per le brattee esterne uniseriate, vistosamente ingrandite, con forme da ovate a cordate).
Hedypnois.  Hedypnois occupa una posizione vicina la "core" ed è "fratello" del genere Leontodon.  È l'unico genere della sottotribù privo di pappo piumato; questo indica un'inversione nell'evoluzione dal pappo piumato a uno scabro o squamoso. Recenti indagini filogenetiche indicano che le specie di Hedypnois sono pressoché indistinguibili dal genere Leontodon.
Leontodon. Questo genere occupa il "core" del gruppo, e con i generi Picris e Helminthotheca formano un "gruppo fratello". Ricerche recenti hanno dimostrato che il genere Leontodon nella delimitazione tradizionale è polifiletico. La sezione Thrincia insieme ai generi Picris e Helminthotheca formano una politomia, mentre le due sezioni Leontodon e  Asterothrix formano un "gruppo fratello" monofiletico con la nidificazione interna del genere Hedypnois.
Un discorso a parte va fatto per il genere Prenanthes (descritto nella sottotribù Lactucinae). Inizialmente la sua unica specie (Prenanthes purpurea) risultava nidificata nel clade delle Hypochaeridinae. È apparsa quindi come "sorella del gruppo "basale" Urospermum -  Avellara. Questo risultato si presentava enigmatico perché sia morfologicamente che citologicamente P. purpurea e Hypochaeridinae erano del tutto estranei. In seguito a ulteriori studi una relazione con la sottotribù Lactucinae è risultata molto più plausibile.
Il seguente cladogramma, tratto dagli studi citati e semplificato, mostra l'attuale conoscenza della sottotribù.
|  | \| \| Leontodon sect. Astherotrix \| \| \| \| \| \| Hedypnois \| \| \| \| |
|  |                                                                           |
|  | Leontodon sect. Leontodon                                                 |
|  |                                                                           |
|  | Leontodon sect. Astherotrix                                               |
|  |                                                                           |
|  | Hedypnois                                                                 |
|  |                                                                           |

|  | Leontodon sect. Astherotrix |
|  |                             |
|  | Hedypnois                   |
|  |                             |

|  | Leontodon sect. Thrinca |
|  |                         |
|  | Picris                  |
|  |                         |
|  | Helminthotheca          |
|  |                         |

|  | \| \| Leontodon sect. Astherotrix \| \| \| \| \| \| Hedypnois \| \| \| \| |
|  |                                                                           |
|  | Leontodon sect. Leontodon                                                 |
|  |                                                                           |
|  | Leontodon sect. Astherotrix                                               |
|  |                                                                           |
|  | Hedypnois                                                                 |
|  |                                                                           |

|  | Leontodon sect. Astherotrix |
|  |                             |
|  | Hedypnois                   |
|  |                             |

|  | Leontodon sect. Thrinca |
|  |                         |
|  | Picris                  |
|  |                         |
|  | Helminthotheca          |
|  |                         |

|  | \| \| Leontodon sect. Astherotrix \| \| \| \| \| \| Hedypnois \| \| \| \| |
|  |                                                                           |
|  | Leontodon sect. Leontodon                                                 |
|  |                                                                           |
|  | Leontodon sect. Astherotrix                                               |
|  |                                                                           |
|  | Hedypnois                                                                 |
|  |                                                                           |

|  | Leontodon sect. Astherotrix |
|  |                             |
|  | Hedypnois                   |
|  |                             |

|  | Leontodon sect. Thrinca |
|  |                         |
|  | Picris                  |
|  |                         |
|  | Helminthotheca          |
|  |                         |

|  | \| \| Leontodon sect. Astherotrix \| \| \| \| \| \| Hedypnois \| \| \| \| |
|  |                                                                           |
|  | Leontodon sect. Leontodon                                                 |
|  |                                                                           |
|  | Leontodon sect. Astherotrix                                               |
|  |                                                                           |
|  | Hedypnois                                                                 |
|  |                                                                           |

|  | Leontodon sect. Astherotrix |
|  |                             |
|  | Hedypnois                   |
|  |                             |

|  | Leontodon sect. Thrinca |
|  |                         |
|  | Picris                  |
|  |                         |
|  | Helminthotheca          |
|  |                         |

|  | \| \| Leontodon sect. Astherotrix \| \| \| \| \| \| Hedypnois \| \| \| \| |
|  |                                                                           |
|  | Leontodon sect. Leontodon                                                 |
|  |                                                                           |
|  | Leontodon sect. Astherotrix                                               |
|  |                                                                           |
|  | Hedypnois                                                                 |
|  |                                                                           |

|  | Leontodon sect. Astherotrix |
|  |                             |
|  | Hedypnois                   |
|  |                             |

|  | Leontodon sect. Thrinca |
|  |                         |
|  | Picris                  |
|  |                         |
|  | Helminthotheca          |
|  |                         |

|  | \| \| Leontodon sect. Astherotrix \| \| \| \| \| \| Hedypnois \| \| \| \| |
|  |                                                                           |
|  | Leontodon sect. Leontodon                                                 |
|  |                                                                           |
|  | Leontodon sect. Astherotrix                                               |
|  |                                                                           |
|  | Hedypnois                                                                 |
|  |                                                                           |

|  | Leontodon sect. Astherotrix |
|  |                             |
|  | Hedypnois                   |
|  |                             |

|  | Leontodon sect. Thrinca |
|  |                         |
|  | Picris                  |
|  |                         |
|  | Helminthotheca          |
|  |                         |

|  | \| \| Leontodon sect. Astherotrix \| \| \| \| \| \| Hedypnois \| \| \| \| |
|  |                                                                           |
|  | Leontodon sect. Leontodon                                                 |
|  |                                                                           |
|  | Leontodon sect. Astherotrix                                               |
|  |                                                                           |
|  | Hedypnois                                                                 |
|  |                                                                           |

|  | Leontodon sect. Astherotrix |
|  |                             |
|  | Hedypnois                   |
|  |                             |

|  | Leontodon sect. Thrinca |
|  |                         |
|  | Picris                  |
|  |                         |
|  | Helminthotheca          |
|  |                         |

|  | \| \| Leontodon sect. Astherotrix \| \| \| \| \| \| Hedypnois \| \| \| \| |
|  |                                                                           |
|  | Leontodon sect. Leontodon                                                 |
|  |                                                                           |
|  | Leontodon sect. Astherotrix                                               |
|  |                                                                           |
|  | Hedypnois                                                                 |
|  |                                                                           |

|  | Leontodon sect. Astherotrix |
|  |                             |
|  | Hedypnois                   |
|  |                             |

|  | Leontodon sect. Thrinca |
|  |                         |
|  | Picris                  |
|  |                         |
|  | Helminthotheca          |
|  |                         |

|  | \| \| Leontodon sect. Astherotrix \| \| \| \| \| \| Hedypnois \| \| \| \| |
|  |                                                                           |
|  | Leontodon sect. Leontodon                                                 |
|  |                                                                           |
|  | Leontodon sect. Astherotrix                                               |
|  |                                                                           |
|  | Hedypnois                                                                 |
|  |                                                                           |

|  | Leontodon sect. Astherotrix |
|  |                             |
|  | Hedypnois                   |
|  |                             |

|  | Leontodon sect. Thrinca |
|  |                         |
|  | Picris                  |
|  |                         |
|  | Helminthotheca          |
|  |                         |

|  | \| \| Leontodon sect. Astherotrix \| \| \| \| \| \| Hedypnois \| \| \| \| |
|  |                                                                           |
|  | Leontodon sect. Leontodon                                                 |
|  |                                                                           |
|  | Leontodon sect. Astherotrix                                               |
|  |                                                                           |
|  | Hedypnois                                                                 |
|  |                                                                           |

|  | Leontodon sect. Astherotrix |
|  |                             |
|  | Hedypnois                   |
|  |                             |

|  | Leontodon sect. Thrinca |
|  |                         |
|  | Picris                  |
|  |                         |
|  | Helminthotheca          |
|  |                         |

|  | \| \| Leontodon sect. Astherotrix \| \| \| \| \| \| Hedypnois \| \| \| \| |
|  |                                                                           |
|  | Leontodon sect. Leontodon                                                 |
|  |                                                                           |
|  | Leontodon sect. Astherotrix                                               |
|  |                                                                           |
|  | Hedypnois                                                                 |
|  |                                                                           |

|  | Leontodon sect. Astherotrix |
|  |                             |
|  | Hedypnois                   |
|  |                             |

|  | Leontodon sect. Thrinca |
|  |                         |
|  | Picris                  |
|  |                         |
|  | Helminthotheca          |
|  |                         |

|  | \| \| Leontodon sect. Astherotrix \| \| \| \| \| \| Hedypnois \| \| \| \| |
|  |                                                                           |
|  | Leontodon sect. Leontodon                                                 |
|  |                                                                           |
|  | Leontodon sect. Astherotrix                                               |
|  |                                                                           |
|  | Hedypnois                                                                 |
|  |                                                                           |

|  | Leontodon sect. Astherotrix |
|  |                             |
|  | Hedypnois                   |
|  |                             |

|  | Leontodon sect. Thrinca |
|  |                         |
|  | Picris                  |
|  |                         |
|  | Helminthotheca          |
|  |                         |

|  | \| \| Leontodon sect. Astherotrix \| \| \| \| \| \| Hedypnois \| \| \| \| |
|  |                                                                           |
|  | Leontodon sect. Leontodon                                                 |
|  |                                                                           |
|  | Leontodon sect. Astherotrix                                               |
|  |                                                                           |
|  | Hedypnois                                                                 |
|  |                                                                           |

|  | Leontodon sect. Astherotrix |
|  |                             |
|  | Hedypnois                   |
|  |                             |

|  | Leontodon sect. Thrinca |
|  |                         |
|  | Picris                  |
|  |                         |
|  | Helminthotheca          |
|  |                         |

|  | \| \| Leontodon sect. Astherotrix \| \| \| \| \| \| Hedypnois \| \| \| \| |
|  |                                                                           |
|  | Leontodon sect. Leontodon                                                 |
|  |                                                                           |
|  | Leontodon sect. Astherotrix                                               |
|  |                                                                           |
|  | Hedypnois                                                                 |
|  |                                                                           |

|  | Leontodon sect. Astherotrix |
|  |                             |
|  | Hedypnois                   |
|  |                             |

|  | Leontodon sect. Thrinca |
|  |                         |
|  | Picris                  |
|  |                         |
|  | Helminthotheca          |
|  |                         |

|  | \| \| Leontodon sect. Astherotrix \| \| \| \| \| \| Hedypnois \| \| \| \| |
|  |                                                                           |
|  | Leontodon sect. Leontodon                                                 |
|  |                                                                           |
|  | Leontodon sect. Astherotrix                                               |
|  |                                                                           |
|  | Hedypnois                                                                 |
|  |                                                                           |

|  | Leontodon sect. Astherotrix |
|  |                             |
|  | Hedypnois                   |
|  |                             |

|  | Leontodon sect. Thrinca |
|  |                         |
|  | Picris                  |
|  |                         |
|  | Helminthotheca          |
|  |                         |

|  | \| \| Leontodon sect. Astherotrix \| \| \| \| \| \| Hedypnois \| \| \| \| |
|  |                                                                           |
|  | Leontodon sect. Leontodon                                                 |
|  |                                                                           |
|  | Leontodon sect. Astherotrix                                               |
|  |                                                                           |
|  | Hedypnois                                                                 |
|  |                                                                           |

|  | Leontodon sect. Astherotrix |
|  |                             |
|  | Hedypnois                   |
|  |                             |

|  | Leontodon sect. Thrinca |
|  |                         |
|  | Picris                  |
|  |                         |
|  | Helminthotheca          |
|  |                         |

|  | Urospermum |
|  |            |
|  | Avellara   |
|  |            |

|  | \| \| Leontodon sect. Astherotrix \| \| \| \| \| \| Hedypnois \| \| \| \| |
|  |                                                                           |
|  | Leontodon sect. Leontodon                                                 |
|  |                                                                           |
|  | Leontodon sect. Astherotrix                                               |
|  |                                                                           |
|  | Hedypnois                                                                 |
|  |                                                                           |

|  | Leontodon sect. Astherotrix |
|  |                             |
|  | Hedypnois                   |
|  |                             |

|  | Leontodon sect. Thrinca |
|  |                         |
|  | Picris                  |
|  |                         |
|  | Helminthotheca          |
|  |                         |

|  | \| \| Leontodon sect. Astherotrix \| \| \| \| \| \| Hedypnois \| \| \| \| |
|  |                                                                           |
|  | Leontodon sect. Leontodon                                                 |
|  |                                                                           |
|  | Leontodon sect. Astherotrix                                               |
|  |                                                                           |
|  | Hedypnois                                                                 |
|  |                                                                           |

|  | Leontodon sect. Astherotrix |
|  |                             |
|  | Hedypnois                   |
|  |                             |

|  | Leontodon sect. Thrinca |
|  |                         |
|  | Picris                  |
|  |                         |
|  | Helminthotheca          |
|  |                         |

|  | \| \| Leontodon sect. Astherotrix \| \| \| \| \| \| Hedypnois \| \| \| \| |
|  |                                                                           |
|  | Leontodon sect. Leontodon                                                 |
|  |                                                                           |
|  | Leontodon sect. Astherotrix                                               |
|  |                                                                           |
|  | Hedypnois                                                                 |
|  |                                                                           |

|  | Leontodon sect. Astherotrix |
|  |                             |
|  | Hedypnois                   |
|  |                             |

|  | Leontodon sect. Thrinca |
|  |                         |
|  | Picris                  |
|  |                         |
|  | Helminthotheca          |
|  |                         |

|  | \| \| Leontodon sect. Astherotrix \| \| \| \| \| \| Hedypnois \| \| \| \| |
|  |                                                                           |
|  | Leontodon sect. Leontodon                                                 |
|  |                                                                           |
|  | Leontodon sect. Astherotrix                                               |
|  |                                                                           |
|  | Hedypnois                                                                 |
|  |                                                                           |

|  | Leontodon sect. Astherotrix |
|  |                             |
|  | Hedypnois                   |
|  |                             |

|  | Leontodon sect. Thrinca |
|  |                         |
|  | Picris                  |
|  |                         |
|  | Helminthotheca          |
|  |                         |

|  | \| \| Leontodon sect. Astherotrix \| \| \| \| \| \| Hedypnois \| \| \| \| |
|  |                                                                           |
|  | Leontodon sect. Leontodon                                                 |
|  |                                                                           |
|  | Leontodon sect. Astherotrix                                               |
|  |                                                                           |
|  | Hedypnois                                                                 |
|  |                                                                           |

|  | Leontodon sect. Astherotrix |
|  |                             |
|  | Hedypnois                   |
|  |                             |

|  | Leontodon sect. Thrinca |
|  |                         |
|  | Picris                  |
|  |                         |
|  | Helminthotheca          |
|  |                         |

|  | \| \| Leontodon sect. Astherotrix \| \| \| \| \| \| Hedypnois \| \| \| \| |
|  |                                                                           |
|  | Leontodon sect. Leontodon                                                 |
|  |                                                                           |
|  | Leontodon sect. Astherotrix                                               |
|  |                                                                           |
|  | Hedypnois                                                                 |
|  |                                                                           |

|  | Leontodon sect. Astherotrix |
|  |                             |
|  | Hedypnois                   |
|  |                             |

|  | Leontodon sect. Thrinca |
|  |                         |
|  | Picris                  |
|  |                         |
|  | Helminthotheca          |
|  |                         |

|  | \| \| Leontodon sect. Astherotrix \| \| \| \| \| \| Hedypnois \| \| \| \| |
|  |                                                                           |
|  | Leontodon sect. Leontodon                                                 |
|  |                                                                           |
|  | Leontodon sect. Astherotrix                                               |
|  |                                                                           |
|  | Hedypnois                                                                 |
|  |                                                                           |

|  | Leontodon sect. Astherotrix |
|  |                             |
|  | Hedypnois                   |
|  |                             |

|  | Leontodon sect. Thrinca |
|  |                         |
|  | Picris                  |
|  |                         |
|  | Helminthotheca          |
|  |                         |

|  | \| \| Leontodon sect. Astherotrix \| \| \| \| \| \| Hedypnois \| \| \| \| |
|  |                                                                           |
|  | Leontodon sect. Leontodon                                                 |
|  |                                                                           |
|  | Leontodon sect. Astherotrix                                               |
|  |                                                                           |
|  | Hedypnois                                                                 |
|  |                                                                           |

|  | Leontodon sect. Astherotrix |
|  |                             |
|  | Hedypnois                   |
|  |                             |

|  | Leontodon sect. Thrinca |
|  |                         |
|  | Picris                  |
|  |                         |
|  | Helminthotheca          |
|  |                         |

|  | \| \| Leontodon sect. Astherotrix \| \| \| \| \| \| Hedypnois \| \| \| \| |
|  |                                                                           |
|  | Leontodon sect. Leontodon                                                 |
|  |                                                                           |
|  | Leontodon sect. Astherotrix                                               |
|  |                                                                           |
|  | Hedypnois                                                                 |
|  |                                                                           |

|  | Leontodon sect. Astherotrix |
|  |                             |
|  | Hedypnois                   |
|  |                             |

|  | Leontodon sect. Thrinca |
|  |                         |
|  | Picris                  |
|  |                         |
|  | Helminthotheca          |
|  |                         |

|  | \| \| Leontodon sect. Astherotrix \| \| \| \| \| \| Hedypnois \| \| \| \| |
|  |                                                                           |
|  | Leontodon sect. Leontodon                                                 |
|  |                                                                           |
|  | Leontodon sect. Astherotrix                                               |
|  |                                                                           |
|  | Hedypnois                                                                 |
|  |                                                                           |

|  | Leontodon sect. Astherotrix |
|  |                             |
|  | Hedypnois                   |
|  |                             |

|  | Leontodon sect. Thrinca |
|  |                         |
|  | Picris                  |
|  |                         |
|  | Helminthotheca          |
|  |                         |

|  | \| \| Leontodon sect. Astherotrix \| \| \| \| \| \| Hedypnois \| \| \| \| |
|  |                                                                           |
|  | Leontodon sect. Leontodon                                                 |
|  |                                                                           |
|  | Leontodon sect. Astherotrix                                               |
|  |                                                                           |
|  | Hedypnois                                                                 |
|  |                                                                           |

|  | Leontodon sect. Astherotrix |
|  |                             |
|  | Hedypnois                   |
|  |                             |

|  | Leontodon sect. Thrinca |
|  |                         |
|  | Picris                  |
|  |                         |
|  | Helminthotheca          |
|  |                         |

|  | \| \| Leontodon sect. Astherotrix \| \| \| \| \| \| Hedypnois \| \| \| \| |
|  |                                                                           |
|  | Leontodon sect. Leontodon                                                 |
|  |                                                                           |
|  | Leontodon sect. Astherotrix                                               |
|  |                                                                           |
|  | Hedypnois                                                                 |
|  |                                                                           |

|  | Leontodon sect. Astherotrix |
|  |                             |
|  | Hedypnois                   |
|  |                             |

|  | Leontodon sect. Thrinca |
|  |                         |
|  | Picris                  |
|  |                         |
|  | Helminthotheca          |
|  |                         |

|  | \| \| Leontodon sect. Astherotrix \| \| \| \| \| \| Hedypnois \| \| \| \| |
|  |                                                                           |
|  | Leontodon sect. Leontodon                                                 |
|  |                                                                           |
|  | Leontodon sect. Astherotrix                                               |
|  |                                                                           |
|  | Hedypnois                                                                 |
|  |                                                                           |

|  | Leontodon sect. Astherotrix |
|  |                             |
|  | Hedypnois                   |
|  |                             |

|  | Leontodon sect. Thrinca |
|  |                         |
|  | Picris                  |
|  |                         |
|  | Helminthotheca          |
|  |                         |

|  | \| \| Leontodon sect. Astherotrix \| \| \| \| \| \| Hedypnois \| \| \| \| |
|  |                                                                           |
|  | Leontodon sect. Leontodon                                                 |
|  |                                                                           |
|  | Leontodon sect. Astherotrix                                               |
|  |                                                                           |
|  | Hedypnois                                                                 |
|  |                                                                           |

|  | Leontodon sect. Astherotrix |
|  |                             |
|  | Hedypnois                   |
|  |                             |

|  | Leontodon sect. Thrinca |
|  |                         |
|  | Picris                  |
|  |                         |
|  | Helminthotheca          |
|  |                         |

|  | \| \| Leontodon sect. Astherotrix \| \| \| \| \| \| Hedypnois \| \| \| \| |
|  |                                                                           |
|  | Leontodon sect. Leontodon                                                 |
|  |                                                                           |
|  | Leontodon sect. Astherotrix                                               |
|  |                                                                           |
|  | Hedypnois                                                                 |
|  |                                                                           |

|  | Leontodon sect. Astherotrix |
|  |                             |
|  | Hedypnois                   |
|  |                             |

|  | Leontodon sect. Thrinca |
|  |                         |
|  | Picris                  |
|  |                         |
|  | Helminthotheca          |
|  |                         |

|  | \| \| Leontodon sect. Astherotrix \| \| \| \| \| \| Hedypnois \| \| \| \| |
|  |                                                                           |
|  | Leontodon sect. Leontodon                                                 |
|  |                                                                           |
|  | Leontodon sect. Astherotrix                                               |
|  |                                                                           |
|  | Hedypnois                                                                 |
|  |                                                                           |

|  | Leontodon sect. Astherotrix |
|  |                             |
|  | Hedypnois                   |
|  |                             |

|  | Leontodon sect. Thrinca |
|  |                         |
|  | Picris                  |
|  |                         |
|  | Helminthotheca          |
|  |                         |

|  | Urospermum |
|  |            |
|  | Avellara   |
|  |            |

Il numero cromosomico delle specie della sottotribù è: 2n = 6 - 24. Sono presenti specie diploidi, tetraploidi e esaploidi.

### Composizione della sottotribù
La sottotribù comprende 9 generi e 185 specie.

| Genere                         | N. specie                                                    | Distribuzione | Caratteri pù significativi | Numeri cromosomici                                                            | Fiori |
| ------------------------------ | ------------------------------------------------------------ | --- | --- | ----------------------------------------------------------------------------- | ----- |
| Avellara Blanca & C.Diaz, 1985 | Una specie: Avellara fistulosa (Brot.) Blanca e C.Diaz, 1985 | Endemismo della Penisola Iberica                                                                                           | I fusti e le foglie sono cavi (fistolosi). - Le foglie hanno delle forme cilindriche con venature parallele. - Le setole del pappo sono morbidamente fimbriate. | 2n = 14 (specie diploide)                                                     |       |
| Hedypnois Mill., 1754          | 4                                                            | Dal Mediterraneo (parte orientale) fino ad all'Iran                                                                        | Il portamento delle piante è erbaceo annuale. - La corolla dei fiori è sempre gialla. - Gli acheni esterni sono persistenti, parzialmente o completamente racchiusi nell'involucro persistente. - Il pappo degli acheni centrali è formato da setole pinnulate, quegli periferici hanno un pappo simile ad una coroncina. | 2n = 6, 8, 10, 12, 14, 16 e 18 (specie diploidi e tetraploidi - agamospermia) |       |
| Helminthotheca Zinn, 1757      | 5                                                            | Mediterraneo (Europa, Asia mediterranea e Africa settentrionale)                                                           | Sulle piante sono presenti peli a forma di ancora. - Le brattee dell'involucro sono disposte su due o più serie. - Le brattee esterne dell'involucro sono ben cordate. - L'achenio è provvisto di un lungo becco portante un ombrello di peli patenti.                                                                    | 2n = 10 (specie diploidi e tetraploidi)                                       |       |
| Hypochaeris L., 1753           | 63                                                           | Eurasia, Africa (del nord) e Sud America                                                                                   | L'indumento delle piante è formato da peli grossolani. - Le setole del pappo hanno delle sporgenze laterali rigide costituite da un'unica cellula tubolare gigante. | 2n = 6, 8, 10 e 12 (specie diploidi e tetraploidi)                            |       |
| Leontodon L., 1753             | 41                                                           | Europa e area del Mediterraneo (le specie in America del Nord, America del Sud e Australia sono considerate naturalizzate) | La superficie di queste piante è glabra o variamente pubescente (raramente a peli a forma di àncora). - L'involucro ha due serie (o più) di brattee. - Gli acheni non sono piegati e sono privi di diaframma. | 2n = 8, 12 e 14 (specie diploidi e tetraploidi)                               |       |
| Picris L., 1753                | 46                                                           | Eurasia, Isole Aleutine, Australia e Nuova Zelanda                                                                         | L'indumento è fatto di peli rigidi a forma d'àncora. - Le foglie sono disposte in modo alterno e i capolini sono molti. - Le brattee dell'involucro sono disposte a spirale su 2 o più serie. - Gli acheni hanno un becco corto o nullo.                                                                                  | 2n = 10 (specie diploidi, tetraploidi ed esaploidi)                           |       |
| Robertia DC., 1815             | Una specie: Robertia taraxacoides (Loisel.) DC., 1815        | Italia e Algeria | La lamina delle foglie è pennatosetta. - Le brattee dell'involucro sono lunghe fino a 3 - 6 volte la larghezza. - Il ricettacolo ha delle pagliette. - Il pappo è formato da peli piumosi in una sola serie. | 2n = 8                                                                        |       |
| Scorzoneroides Moench. 1794    | 22                                                           | Europa e Mediterraneo fino all'Iran                                                                                        | Le piante sono glabre (o con peli semplici). - Le foglie sono solamente quelle basali. - Le brattee involucrali sono disposte su parecchie serie. | 2n = 24                                                                       |       |
| Urospermum Scop., 1777         | 2                                                            | Macaronesia e Mediterraneo                                                                                                 | Le brattee dell'involucro in genere sono su una sola serie. - Gli acheni sono piegati. - Il becco dell'achenio è vuoto e separato da un diaframma dal contenitore dell'embrione. - Il pappo (piumoso) è inserito sopra il becco allungato.                                                                                | 2n = 10 e 14 (specie diploidi)                                                |       |

### Flora spontanea italiana
Nella flora spontanea italiana, di questa sottotribù, sono presenti le seguenti specie:
Hedypnois:
- Hedypnois rhagadioloides (L.) F.W.Schmidt - Radicchio pallottolino. Distribuzione: soprattutto al centro e al sud fino ad una altitudine di 1.000 m s.l.m..

Helminthotheca:
- Helminthotheca aculeata (Vahl) Lack, 1975 - Aspraggine pungente. Distribuzione: è una specie poco comune e si trova al Sud fino ad una quota di 1.200 m s.l.m..
- Helminthotheca echioides  (L.) Holub, 1973 - Aspraggine volgare. Distribuzione: è una specie comune e si trova in tutto il territorio fino ad una quota di 1.300 m s.l.m..

Hypochaeris:
- Hypochaeris achyrophorus L. - Costolina annuale. Distribuzione: Centro e Sud e nelle isole e può arrivare fino ad una altitudine di 1.200 m s.l.m..
- Hypochaeris cretensis (L.) Chaub. & Bory - Costolina cretese. Distribuzione: si trova solo al sud fino ad una altitudine di 700 - 1.700 m s.l.m..
- Hypochaeris facchiniana Ambrosi - Costolina di Facchini. Distribuzione: in Italia è rara e si trova solo nelle Alpi Centrali da 900 a 2.000 m s.l.m..
- Hypochaeris glabra L. - Costolina liscia. Distribuzione: è comune su tutto il territorio italiano fino a 1.200 m s.l.m..
- Hypochaeris laevigata (L.) Ces., P. & G. - Costolina levigata. Distribuzione: in Italia si trova solo al sud fino ad una altitudine di 1.700 m s.l.m..
- Hypochaeris maculata L. - Costolina macchiata. Distribuzione: si trova al nord fino a 1.500 m s.l.m..
- Hypochaeris radicata L. - Costolina giuncolina. Distribuzione: in Italia è comune su tutto il territorio fino a 1.500 m s.l.m..
- Hypochaeris sardoa Bacch., Brullo & Terrasi - Costolina di Sardegna. Distribuzione: Sardegna fino ad una altitudine compresa tra 80 e 1.185 m s.l.m..
- Hypochaeris uniflora  Vill. - Costolina alpina. Distribuzione: si trova solo al nord a quote elevate da 1.800 a 2.600 m s.l.m..

Leontodon:
- Leontodon anomalus Ball. - Dente di leone delle Apuane. Distribuzione: Alpi Apuane fino ad un'altitudine di 1.800 m s.l.m..
- Leontodon apulus (Fiori) Brullo - Dente di leone pugliese. Distribuzione: Sud (Campania e Puglia) fino ad una altitudine di 700 m s.l.m..
- Leontodon berinii (Bartl.) Roth - Dente di leone di Berini. Distribuzione: Nord-Est fino ad una altitudine di 1.100 m s.l.m..
- Leontodon crispus Vill. - Dente di leone crespo. Distribuzione: in Italia è comune su tutto il territorio (isole escluse) fino ad una altitudine di 1.200 m s.l.m..
- Leontodon dubius (Hoppe) Poir. (Nella "Flora d'Italia" questa specie è indicata come Leontodon hispidus subsp. dubius (Hoppe) Poir.).
- Leontodon hirtus L. - Dente di leone di Villars. Distribuzione: Piemonte fino ad una altitudine di 100 - 1.400 m s.l.m.. (Nella "Flora d'Italia" questa specie è indicata come Leontodon villarsii (Willd.) Loisel.).
- Leontodon hispidus L. - Dente di leone comune. Distribuzione:  tutto il territorio (escluse le Isole) fino ad un'altitudine di 2.700 m s.l.m..
- Leontodon hyoseroides Welw. ex Rchb. - Distribuzione: la distribuzione in Italia è relativa solamente al nord. (Nella "Flora d'Italia" questa specie è indicata come Leontodon hispidus subsp. hyoseroides (Welw. ex Reichenb.) J.Murr).
- Leontodon incanus (L.) Schrank - Dente di leone biancheggiante. Distribuzione: Nord-Est fino ad una altitudine compresa fra 400 e 2.100 m s.l.m..
- Leontodon intermedius Hunter, P. & R. - Dente di leone garganico. Distribuzione: Sud fino ad una altitudine compresa fra 300 e 2.100 m s.l.m..
- Leontodon rosani (Ten.) DC. - Dente di leone di Rosano. Distribuzione: è comune al Nord fino ad una altitudine di 100 - 1.400 m s.l.m..
- Leontodon saxatilis Lam. - Dente di leone di Leysser. Distribuzione: tutto il territorio (escluso il sud e le isole) fino ad un'altitudine di 1.000 m s.l.m..
- Leontodon siculus (Guss.) Nyman - Dente di leone siciliano. Distribuzione: prevalente in Sicilia.
- Leontodon tenuiflorus (Gaudin) Rchb. - Dente di leone insubrico. Distribuzione: Nord-Est fino ad una altitudine compresa fra 200 e 1.400 m s.l.m..
- Leontodon tuberosus L. - Dente di leone comune. Distribuzione: tutto il territorio (escluse le Alpi) fino ad un'altitudine di 1.000 m s.l.m..

Picris:
- Picris hieracioides L. - Aspraggine comune. Distribuzione: completa fino ad una altitudine di 2.200 m s.l.m..
- Picris hispidissima (Bartl.) W.D.J.Koch - Aspraggine ispida. Distribuzione: è relativa all'estremo nord-orientale della penisola fino ad una altitudine di 600 m s.l.m..
- Picris rhagadioloides (L.) Desf. - Aspraggine altissimo. Distribuzione: è relativa al nord fino ad una altitudine di 600 m s.l.m..
- Picris scaberrima Guss. - Aspraggine scabra. Distribuzione: relativa al sud fino ad una altitudine compresa tra 300 e 1.000 m s.l.m..

Robertia:
- Robertia taraxacoides (Loisel.) DC., 1815 - Costolina appenninica. Distribuzione: in Italia questa specie è rara e si trova soprattutto sull'Appennino.

Scorzoneroides:
- Scorzoneroides autumnalis (L.) Moench - Dente di leone ramoso. Distribuzione: la presenza sul territorio italiano è quasi totale fino ad una altitudine compresa tra 100 e 2.600 m s.l.m..
- Scorzoneroides cichoriacea (Ten.) Greuter - Dente di leone meridionale. Distribuzione: centro e al sud fino ad una altitudine compresa tra 150 e 1.700 m s.l.m..
- Scorzoneroides helvetica (Mérat) Holub - Dente di leone dei graniti. Distribuzione: Nord fino ad una altitudine compresa tra 1.800 e 2.600 m s.l.m..
- Scorzoneroides montana (Lam.) Holub - Dente di leone montano. Distribuzione: Alpi e Appennino settentrionale fino ad una altitudine compresa tra 1.800 e 3.000 m s.l.m..
- Scorzoneroides muelleri (Sch.Bip.) Greuter & Talavera - Dente di leone di Mueller. Distribuzione: Sicilia e Sardegna fino ad una altitudine di 800 m s.l.m..

Urospermum:
- Urospermum dalechampii (L.) Schmidt, 1795 - Boccione maggiore. Distribuzione: Centro e Sud fino ad una quota di 1.200 m s.l.m..
- Urospermum picroides (L.) Schmidt, 1795 - Boccione minore. Distribuzione: in Italia è una specie comune e si trova su tutto il territorio fino ad una quota di 1.000 m s.l.m..